# GW170608

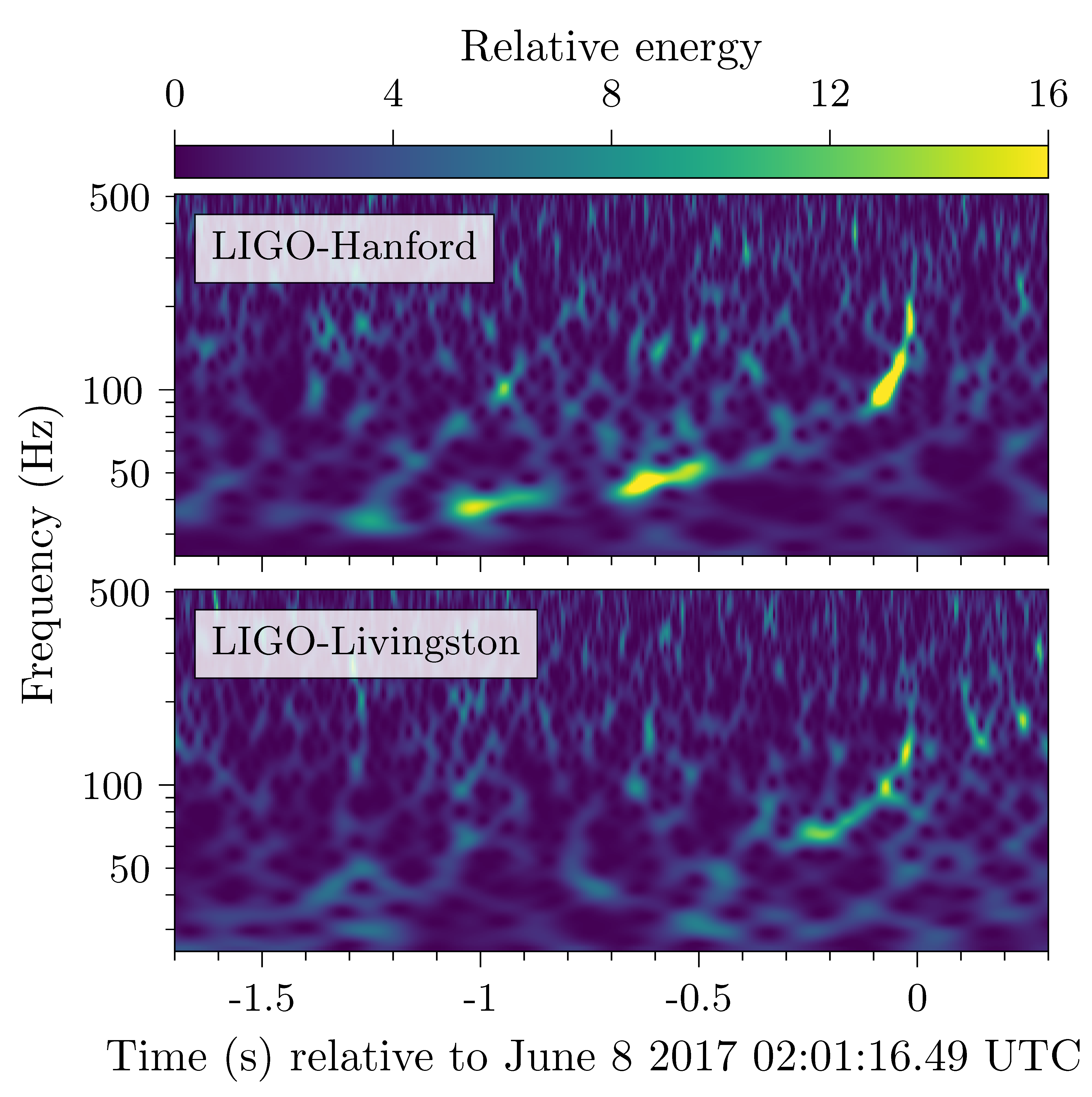
Das von den LIGO-Detektoren gemessene Signal GW170608

GW170608 war ein Gravitationswellensignal, das durch zwei kollidierende schwarze Löcher entstand. Durch die Kollision wurde aus zwei schwarzen Löchern mit etwa 12 Sonnenmassen und 7 Sonnenmassen ein größeres schwarzes Loch mit 18 Sonnenmassen, wobei eine Sonnenmasse in Energie in Form von Gravitationswellen umgewandelt wurde.
Das Signal wurde am 8. Juni 2017 um 02:01:16.49 UTC von zwei LIGO-Detektoren registriert.